# Villa Lill
Villa Lill (čp. 897) je prvorepubliková funkcionalistická vila v ulici T. G. Masaryka (dříve Gollova) ve vilové čtvrti dříve známé jako Zahradní Město v Kadani. Stavba vily byla dokončena roku 1929. Jako autor projektu je uváděn kadaňský stavitel Johann Petzet, avšak základní železobetonovou konstrukci realizovala firma Eisenbeton Ing. Gerharda Neumanna. Stavebníkem a majitelem vily byl JUDr. Karl Lill.

## Historie

### Výstavba
Funkcionalistická Villa Lill rozhodně vykazuje rukopis stavitele orientujícího se v nejnovějších architektonických trendech tehdejší meziválečné střední Evropy. Projekt vily je inspirován například výmarsko-desavským Bauhausem. Samotný zakladatel Bauhausu Walter Gropius dokonce několik let před stavbou Villy Lill v roce 1924 přednášel v Ústí nad Labem a jeden z jeho týmů tam roku 1928 navíc vypracoval urbanistický projekt pro tzv. Severní terasu. Není proto náhoda, že firma Eisenbeton Ing. Gerharda Neumanna, která realizovala železobetonovou konstrukci vily Lill, měla své sídlo právě v Ústí nad Labem, kde se mohl její majitel snadno s Bauhausem seznámit. Jelikož se však nepodařilo dohledat veškerou dokumentaci, lze se jen domnívat, zda byl Ing. Neumann skutečně hlavním inspirátorem projektu.
Výstavba probíhala od dubna do listopadu 1929. Během kolaudace 23. listopadu 1929 se stavební komise zaměřila především na stabilitu stropních konstrukcí a vyžádala si od statiků další zkoušky.
Z unikátně řešeného interiéru se do dnešní doby dochovaly pouze fragmenty. Mezi nimi je například část původního schodištního zábradlí, atypické kliky u dveří, nebo stále funkční originální topná tělesa. Také exteriér vily prošel pozdějšími úpravami, především jej změnila nepůvodní brizolitová fasáda.

### Majitelé
Od konce roku 1929 kdy byla Villa Lill zkolaudována, ji obývala rodina Karla Lilla (1893–1941). JUDr. Karl Lill se narodil v dnes již zaniklé obci Lipnice u Sokolova, jeho otec byl zaměstnán jako pivovarský úředník. Po maturitě na gymnáziu v Karlových Varech studoval Karl Lill v letech 1912–1919 na Právnické fakultě německé Karlo-Ferdinandovy univerzity v Praze. Poté, co dokončil studia, se usadil nejprve v Doubí u Karlových Varů, odkud se roku 1920 přestěhoval do Kadaně. V Kadani se o čtyři roky poté v roce 1924 oženil s místní rodačkou Annou, rozenou Rudolf. Manželům se postupně narodily dvě děti, a sice dcera Annemarie (1924) a syn Karl Franz (1927). JUDr. Karl Lill provozoval v Kadani od roku 1925 vlastní advokátní kancelář.
Již jako úspěšný právník však začal záhy koketovat s totalitní nacionálně-socialistickou ideologií. Připojení českého pohraničí k hitlerovskému Německu v roce 1938 jednoznačně přivítal a stal se aktivním členem NSDAP. Byl dokonce jmenován okresním vedoucím NSRB, Nacionálněsocialistického svazu právníků pro okres Kadaň, v rámci kterého se podílel na prosazování právního řádu nacionálně-socialistického Německa. JUDr. Karl Lill prokázal definitivně svůj fanatický zápal k nacismu, když roku 1940 ve svých sedmačtyřiceti letech dobrovolně narukoval do wehrmachtu. Byl zraněn na západní frontě a v únoru roku 1941 zemřel ve vojenském lazaretu v Erlangenu u Norimberku. Jeho syn Karl Franz Lill, student kadaňského gymnázia, byl ve svých sedmnácti letech povolán v listopadu 1944 do wehrmachtu, kde sloužil jako příslušník pěší divize v Rahmelu (dnes polská Rumia). Účastnil se obrany Gdaňsku před postupem Rudé armády, kde padl do zajetí. Později žil ve Spojených státech a v 60. letech dokonce znovu navštívil Kadaň. Annemarie Lill byla ke konci války nasazena na práci u tzv. Říšské pracovní služby a v červnu roku 1945 byla společně s matkou vypovězena z Československa.